# Barthélémy de Theux de Meylandt
Barthélemy Théodore, Comte de Theux de Meylandt var en katolsk belgisk politiker. Han blev født på slottet Schabroek i Sint-Truiden den 26. februar 1794. Han døde i Heusden på slottet Meylandt den 21. august 1874.
Han var medlem af det belgiske statsråd, medlem af nationalkongressen, gentagne gange Belgiens  premierminister (1831–1832, 1834–1840, 1846-1847 og 1871-1874), indenrigsminister (1831–1832, 1834–1840 og 1846-1847) samt udenrigsminister (1836–1840).

## Levned
Han studerede jura på universitetet i Liege og nedsatte sig i første omgang som advokat. Under den belgiske revolution i 1830 blev han medlem af nationalkongressen. I 1831 blev han medlem af parlamentet og senere samme år indenrigsminister. Efter at regeringen var trådt tilbage i 1832 blev han i 1834 selv premierminister og fortsatte samtidig som indenrigsminister. Senere overtog han udenrigsministeriet. Efter hans tilbagetræden i 1840 blev han adlet til greve. I 1846 blev han igen premierminister, men måtte allerede den 13. august 1847 træde tilbage efter at de liberale havde vundet valget. Indtil 1870 var han leder af det katolsk-kirkelige parti i parlamentets 2. kammer. 